# Медаль «За Восточную кампанию»

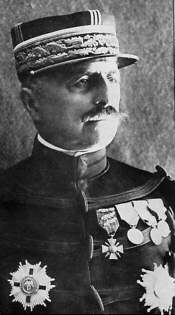
Луи Франше д'Эспере, награждённый медалью «За Восточную кампанию»

Медаль «За Восточную кампанию» (фр. Médaille Commémorative d'Orient) — французская военная медаль, вручаемая за участие в сражениях против Центральных держав на Балканах в составе восточной армией в период с 1915 по 1918 год.

## История награды
Награда впервые была предложена в качестве новой планки на Колониальной медали, и будет учреждена только 15 июня 1926 года. Учреждение ранее медали «В память о войне 1914—1918» (фр. Médaille commémorative de la guerre 1914–1918) в 1920 году и медали Победы межсоюзных войск (фр. Médaille Interalliée de la Victoire 1914–1918) в 1922 году побудило французское правительства, вопреки воле министра обороны, официально признать службу на этом театре военных действий.
Новая медаль официально называется «Медаль кампаний Востока и Дарданелл» (фр. Médaille Commémorative d'Orient et des Dardanelles), с надписями «ORIENT» или «DARDANELLES» в зависимости от места службы.

## Критерии награждения
Медаль вручалась военному и гражданскому персоналу, поступившему на борт для службы во французской восточной армии до 11 ноября 1918 года; французскому персоналу, служившему в штабе коменданта восточной армии; французским морякам, служившим к востоку от 21-го градуса долготы в операциях, с участием восточной армии.
Минимальный срок службы в уставе не указан.

## Описание награды
Медаль круглая, диаметром 30 мм, отчеканена из бронзы. На аверсе – рельефное изображение «Республики» в виде профиля женщины в шлеме, украшенном короной из дубовых листьев. С обеих сторон рельефная надпись по окружности «RÉPUBLIQUE FRANÇAISE» («Французская республика»).
На реверсе, представляющем армию и флот, рельефное изображение пехотной винтовки, скрещённой с якорем под двумя боевыми знамёнами и копьями, увенчанными рельефной надписью «ORIENT». На некоторых вариантах на одном из знамён имеется рельефная надпись «HONNEUR ET PATRIE 1915 1918» («Родина и честь 1915 1918»), на других вариантах отсутствует якорь.
Кольцо для подвешивания медали украшено бронзовым лавровым венком диаметром 24 мм и полумесяцем. Лента имеет ширину 37 мм и светло-голубой цвет с жёлтой центральной полосой шириной 7 мм и полосами шириной 2 мм на расстоянии 2 мм от краёв.